# Voderady (Slowakije)
Voderady is een Slowaakse gemeente in de regio Trnava, en maakt deel uit van het district Trnava.
Voderady telt 1.420 inwoners.